# Songs for Silverman
Songs for Silverman è il secondo album in studio del cantautore statunitense Ben Folds, pubblicato nel 2005.

## Tracce
Tutte le tracce sono state scritte da Ben Folds.

1. Bastard – 5:23
2. You to Thank – 3:36
3. Jesusland – 4:30
4. Landed – 4:28
5. Gracie – 2:40
6. Trusted – 4:08
7. Give Judy My Notice – 3:37
8. Late – 3:58
9. Sentimental Guy – 3:03
10. Time – 4:30
11. Prison Food – 4:15

Bonus track (LP)
1. Bitches Ain't Shit – 3:54